# District de Qamichli
Le district de Qamichli (arabe : منطقة القامشلي) est un district (mantiqah) syrien dépendant administrativement du gouvernorat de Hassaké. Au recensement de 2004, il avait une population de 423 368 personnes. Son chef-lieu est Qamichli.

### Sources
- (en) Cet article est partiellement ou en totalité issu de l’article de Wikipédia en anglais intitulé « Al-Qamishli District » (voir la liste des auteurs).